# Dímitra (ort i Grekland, Mellersta Makedonien)
Dímitra (engelska: Dimitra) är en ort i Grekland. Den är belägen i prefekturen Nomós Serrón och regionen Mellersta Makedonien, i den nordöstra delen av landet, 300 km norr om huvudstaden Aten. Dímitra ligger 90 meter över havet och antalet invånare är 374.
Terrängen runt Dímitra är kuperad åt nordost, men åt sydväst är den platt. Runt Dímitra är det ganska glesbefolkat, med 28 invånare per kvadratkilometer. Närmaste större samhälle är Dravískos, 6,3 km söder om Dímitra. Trakten runt Dímitra består till största delen av jordbruksmark.
Årsmedeltemperaturen i trakten är 15 °C. Den varmaste månaden är juli, då medeltemperaturen är 29 °C, och den kallaste är februari, med 6 °C. Genomsnittlig årsnederbörd är 817 millimeter. Den regnigaste månaden är december, med i genomsnitt 112 mm nederbörd, och den torraste är augusti, med 25 mm nederbörd.